# Kunstmuseum Den Haag

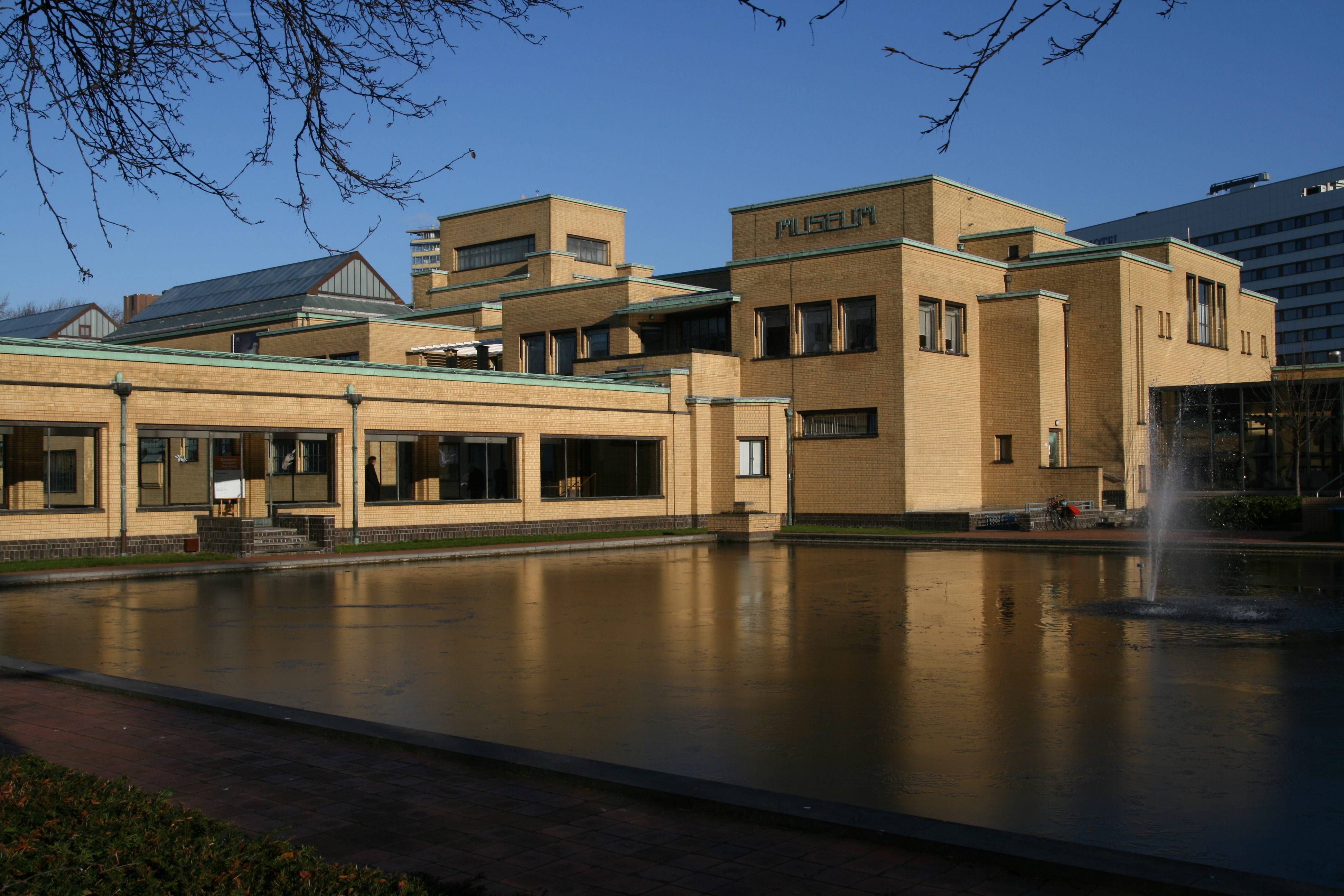
Kunstmuseum Den Haag (Foto: 2007)

Das Kunstmuseum Den Haag (bis September 2019 Gemeentemuseum Den Haag) ist ein Kunstmuseum in Den Haag. Das 1935 eröffnete Museum liegt im Nordwesten der Innenstadt, im Gartenstadtviertel Duinoord, unweit des Friedenspalastes und enthält stadtgeschichtliche Exponate, bildende Kunst des 19. und 20. Jahrhunderts, zahlreiche kunsthandwerkliche Gegenstände wie Keramik, Silber und Mobiliar sowie eine Modegalerie mit einer Sammlung von über 40.000 historischen und zeitgenössischen Kleidungsstücken, Accessoires und Schmuckgegenständen.

## Geschichte

### Gründung und Bau des Museums
Die Geschichte der Museums begann im Jahr 1866 mit der Gründung einer Vereinigung zur Einrichtung eines Museums für moderne Kunst (Vereeniging tot het oprigten van een Museum van Moderne Kunst). Der Stadtarchivar Hendrik Enno van Gelder entwarf 1906 Pläne für eine neue Unterkunft für die historische Sammlung der Stadt Den Haag. Im Jahr 1912 wurde er zum Museumsdirektor ernannt. Neben dem bestehenden historischen Museum plädierte er für ein Museum für altes und modernes Kunsthandwerk, niederländische Kunst und internationale Mode. Außerdem wollte er einen separaten Ausstellungsraum für große Ausstellungen, einen Raum für öffentliche Lesungen und einen Konferenzraum. Der Beginn des Ersten Weltkriegs im Jahr 1914 warf die Pläne jedoch bis 1919 zurück.
Hendrik Petrus Berlage (1856–1934) wurde nach Ende des Krieges als Architekt angestellt. Er entwarf, in enger Zusammenarbeit mit Van Gelder, einen Entwurf für ein Kulturzentrum mit Konzert- und Kongresshalle, der allerdings von den städtischen Behörden abgelehnt wurde. Nach diesem Fehlschlag stagnierte das Projekt bis 1927, als Berlage ein neues, bescheideneres Design vorschlug. Der Bau des Museums begann im Jahr 1931.
Der Museumsbau, der nach dem Entwurf von Hendrik Petrus Berlage errichtet wurde, befindet sich am Rande des Zorgvliet-Parks. Für den Garten hinter dem Museum entwarf er einen Pavillon, der heute nach ihm benannt ist und eine Brasserie beherbergt. Am 29. Mai 1935 wurde nach einer Bauzeit von vier Jahren das Haags Gemeentemuseum eröffnet.

### Spätere Veränderungen
1963 wurde der Schamhart-Flügel (benannt nach seinem Architekten Sjoerd Schamhart) dem Museum hinzugefügt. Zwischen 1995 und 1998 wurde das ganze Museum grundlegend restauriert. Ein Keller wurde unter dem Hof installiert und Werkstätten wurden zwischen den Gebäuden realisiert. Im Schamhart-Flügel wurde 2002 das Fotomuseum Den Haag und das Museum für zeitgenössische Kunst GEM eingerichtet. Beide Institutionen sind organisatorisch Teil des Gemeentemuseum Den Haag.
Ende 2013 bis Anfang 2014 wurde der Innenhof komplett überdacht, so dass dem Museum ein riesiger Multifunktionsraum hinzugefügt wurde. Dieser neue, voll klimatisierte Raum unter einem Glasdach wurde während des Nuklearen Sicherheitsgipfels 2014 in Betrieb genommen, um Pressekonferenzen abzuhalten.
2019 erfolgte die Umbenennung des Gemeentemuseum Den Haag in Kunstmuseum Den Haag.

## Sammlungen und Dauerausstellung

### Moderne Kunst
Die Sammlung Moderner Kunst aus dem Kunstmuseum gibt einen Überblick über die niederländische Kunst seit dem Beginn des 19. Jahrhunderts, ergänzt durch charakteristische Beispiele von internationaler Kunst aus der gleichen Zeit. Sammlungselemente sind z. B.: Die Haager Schule, Symbolismus um 1900, Die Künstler um De Stijl, Bauhaus und Expressionismus. Das Museum besitzt Gemälde von Künstlern wie Piet Mondrian, Pablo Picasso, Theo van Does, Bart van der Leck, Claude Monet und Francis Bacon. Einen großen Teil der New Babylon Werke von Constant Nieuwenhuis kaufte das Museum 1974.
Mit seinen fast 300 Gemälden aus allen Schaffensperioden Piet Mondrians besitzt das Kunstmuseum die größte Sammlung dieses Künstlers weltweit. Sie besteht zu einem großen Teil aus einem Legat des niederländischen Kunstsammlers Salomon B. Slijper. Seit 1998 gehört das letzte, unvollendete Gemälde Mondrians, Victory Boogie Woogie, zum Bestand des Museums.
Es gibt ebenfalls eine Sammlung von Drucken.

### Kunst und Handwerk
Die Kunsthandwerksammlung besteht aus Objekten aus Keramik, Glas, Silber und Möbeln. Beispiele für diese Handwerke sindː Delfter Keramiken, Keramik aus dem Fernen und Nahen Osten, frühe chinesische und islamische Glaskunst, Silberarbeiten aus Den Haag und von der Niederländischen Ostindien-Kompanie.

### Rozenburger Porzellan
Ende November 2010 erhielt das Museum zwei seltene Rozenburger Vasen. Diese 75 cm hohen Vasen sind mit farbenfrohen, stilisierten Blumenmotiven und Bildern von zwei Landhäusern verziert. Sie wurden 1897 als Geschenk zum 25-jährigen Jubiläum einer Hochzeit in Auftrag gegeben. Die ehemalige Besitzerin der Vasen schenkte sie dem Museum, weil sie bereits zahlreiche Werke aus Rozenburg in der Sammlung gesehen hatte. Die Rozenburger Töpferei in Den Haag war um 1900 eine der berühmtesten Töpfereien der Niederlande. Architekt TA Colenbrander arbeitete zwischen 1884 und 1889 für Rozenburg und entwarf viele der Designs.

### Stilräume
Im Museum gibt es sieben Stilräume, in denen Kunsthandwerk aus der jeweiligen Epoche und der jeweiligen Umgebung ausgestellt wird:
- Das Gold-Leder-Zimmer (um 1600)
- Das Gobelinzimmer (um 1710)
- Zimmer nach Louis XV. (um 1770)[3]
- Das Japanzimmer (1720–1770)
- Zimmer nach Louis XVI. (um 1790)
- Das Disselhof-Zimmer (1894–1897)
- Das Hofzimmer

### Mode
Das Kunstmuseum hat eine Kostümsammlung, die einen Überblick über die Geschichte der niederländischen Mode bietet. Die Kollektion umfasst neben Kostümen auch Accessoires, Schmuck, Modezeichnungen und Drucke.
Die Kostümsammlung begann 1951 mit der Privatsammlung des Künstlers Cyrus Voorbergh. Aus dieser Sammlung gingen die regionalen Kostüme an das Dutch Open Air Museum in Arnheim und die Mode Kostüme an das Dutch Costume Museum in Den Haag. Die Sammlung ist eine Fortsetzung des niederländischen Kostüm Museums. 1985 wurde das Museum wegen Budgetkürzungen geschlossen und die Sammlung wurde an das Gemeentemuseum Den Haag übertragen.
Im Jahr 2009 beherbergte das Museum Stücke aus Christian Diors Frühjahrskollektion, entworfen von John Galliano.

### Musikalien
Die Musikalien-Sammlung des Museums zeigt die Geschichte der traditionellen europäischen Musikinstrumente und umfasst hauptsächlich Keyboards, Blasinstrumente und Zupfinstrumente. Hinzu kommen Instrumente aus anderen Kulturen und zeitgenössische elektronische Instrumente. Die Sammlung umfasst auch Drucke, Poster, Zeichnungen, Medaillen und Fotografien in Bezug zur Aufführungspraxis.

## Wunderkammern
Der Keller wurde früher für die Modekollektionen verwendet. Seit 2005 befindet sich im Untergeschoss des Museums eine Abteilung, die speziell für junge Menschen ausgelegt ist, die Wunderkammern. Die Räume bieten einen Teil der Sammlung und eine große Anzahl an interaktiven Exponaten dar. 2013 öffneten die Wunderkammern, nach einer zweieinhalb Jahre andauernden Renovierung, erneut. In 13 verschiedenen Räumen, die den Untersammlungen des Museums entsprechen, können Besucher interaktive Spiele spielen, um die Sammlung kennenzulernen.
Das Miniaturmuseum, eine Sammlung von 2000 Miniaturkunstwerken von mehr als 850 verschiedenen Künstlern, befindet sich ebenfalls im Keller.

## Direktorinnen und Direktoren
- 1887–1911: Abraham Jacobus Servaas van Rooijen[7]
- 1912–1941: Hendrik Enno van Gelder[8]
- 1941–1948: Gerhardus Knuttel Wzn.[9]
- 1947–1950: Victorine Hefting[10]
- 1951–1977: Louis Wijsenbeek[11]
- 1977–1986: Theo van Velzen[12]
- 1987–1993: Rudi Fuchs[13]
- 1993–2000: Hans Locher[14]
- 2000–2009: Wim von Krimpen[15]
- 2009–2023: Benno Tempel
- seit 2024: Margriet Schavemaker[16]